# Bataille de Zutphen
Guerre de Quatre-Vingts Ans
Batailles
- Chronologie de la guerre de Quatre-Vingts Ans
- Valenciennes
- Austruweel
- Rheindalen
- Heiligerlee
- Jemmingen
- Jodoigne
- Brielle
- 1er Flessingue
- Malines
- Goes
- Mons
- Haarlem
- 2e Flessingue
- Borsele
- Zuiderzee
- Alkmaar
- Leyde
- Reimerswaal
- Mook
- Lillo
- Zierikzee
- 1er Anvers
- 1er Bréda
- Gembloux
- Rijmenam
- 1er Deventer
- Maastricht
- 2e Bréda
- Açores
- 2e Anvers
- 3e Anvers
- Boksum
- Zutphen
- 1er Berg-op-Zoom
- Gravelines
- 3e Bréda
- 2e Deventer
- Groningue
- Huy
- 1er Groenlo1
- 2e Groenlo
- Turnhout
- Nieuport
- Ostende
- L'Écluse
- 3e Groenlo
- Saint-Vincent
- Gibraltar
- Saint-Vincent (1621)
- 2e Berg-op-Zoom
- 4e Bréda
- 4e Groenlo
- Matanzas
- Bois-le-Duc
- Abrolhos
- Slaak
- Maastricht
- 5e Bréda
- Cabañas
- Calloo
- Les Downs
- Saint-Vincent (1641)
- Hulst
- Cavite

La bataille de Zutphen, qui a lieu le 22 septembre 1586 aux alentours de cette ville du duché de Gueldre, est un épisode de la guerre de Quatre-Vingts Ans, au cours duquel s'opposent l'armée des Pays-Bas espagnols et celle des Provinces-Unies, constituée par des troupes anglaises envoyées par la reine Elizabeth au secours des Néerlandais insurgés, sous le commandement de Robert Dudley, comte de Leicester.
Celui-ci ayant décidé en septembre 1586 de mettre le siège devant la place de Zutphen, tenue par les Espagnols depuis 1572, le gouverneur général Alexandre Farnèse organise les secours à la garnison. La bataille se produit lorsque les assiégeants anglais attaquent un convoi de ravitaillement et son escorte près du village de Warnsveld, à proximité de Zutphen.
Cette bataille, qui a lieu un an après la prise d'Anvers par Alexandre Farnèse, est un nouveau succès pour l'armée espagnole, mais d'importance stratégique limitée.

## Contexte

### L'insurrection des Pays-Bas
En 1568 débute aux Pays-Bas une insurrection contre Philippe II, souverain des Dix-Sept Provinces, mais aussi roi d'Espagne.
Cette insurrection, dirigée par le prince Guillaume d'Orange-Nassau, dit le Taciturne (1533-1584), est rapidement devenue une guerre. En 1581, les États généraux des provinces et villes insurgées, formant l'union d'Utrecht, proclament la déchéance de Philippe II de ses droits sur les Pays-Bas (acte de La Haye), point de départ d'un nouvel État, les Provinces-Unies.
À partir de 1582, le gouverneur général Alexandre Farnèse, représentant de Philippe II, dont il est le neveu, réussit avec l'appui des membres de l'union d'Arras à reprendre le contrôle des provinces de Flandre et de Brabant jusqu'à Anvers, prise le 17 août 1585 au terme de treize mois de siège.
Le 10 août 1585, les Provinces-Unies signent avec l'Angleterre le traité de Sans-Pareil : elles reçoivent l'appui de troupes anglaises commandées par Robert Dudley, nommé gouverneur général des Provinces-Unies.

### Les succès espagnols après la prise d'Anvers (août 1585)
Après la prise d'Anvers, Alexandre Farnèse n'est pas en mesure d'attaquer le cœur des Provinces-Unies (les provinces de Hollande, Zélande, Utrecht et Frise), mais l'armée espagnole reste présente sur leurs frontières à l'est et au nord, d'autant plus que Farnèse s'engage à ce moment dans un conflit extérieur, mais proche : la guerre de Cologne (1583-1589), opposant les catholiques et les protestants de l'Empire pour la possession de l'archevêché et électorat de Cologne.
Au cours de l'année 1586, l'armée d'Alexandre Farnèse remporte quelques victoires : prise de Grave sur la Meuse (juin), de Venlo en Gueldre et de Neuss près de Cologne (juillet).

## Prélude: le siège de Zutphen
La place forte de Zutphen, située au centre du duché de Gueldre, à 70 km à l'est d'Amsterdam et 20 km au nord d'Arnhem, a été occupée quelques mois par les insurgés en 1572, mais a été reprise à la fin de l'année et est depuis lors une place forte de l'armée espagnole.
En septembre 1586, Alexandre Farnèse envoie une partie de son armée mettre le siège devant Rheinberg dans l'électorat de Cologne. Une armée principalement britannique, commandée par Robert Dudley, profite de ce mouvement pour venir mettre le siège devant Zutphen. Elle comprend 8 000 fantassins, commandés par John Norreys, et 3 000 cavaliers (Robert Devereux). Le camp anglais abrite l'archevêque protestant de Cologne, Gerhard Truchsess de Waldbourg, ainsi que Manuel de Portugal, prétendant au trône de ce pays passé sous contrôle du roi d'Espagne en 1580.
Dudley prend d'abord le contrôle de la rive gauche de l'Ijssel, puis passe sur la rive droite le 18 septembre : c'est le début du siège de Zutphen.
Informé, Farnèse ordonne à Francisco Verdugo, installé en Frise orientale, de venir à Borculo (à 10 km de Zutphen) et revient lui-même depuis Rheinberg (à seulement à 60 km de Zutphen), avec une partie de ses troupes. Lui et Verdugo réussissent à atteindre Zutphen de nuit. En même temps, du ravitaillement est rassemblé à borculo pour donner à la garnison de Zutphen la possibilité de résister assez longtemps.
Le lendemain, Farnèse quitte Zutphen, laissant le commandement de la place à Verdugo, et marche vers Lingen afin d'intercepter un corps de mercenaires recruté dans l'Empire par les Anglais.
Le convoi formé à Borculo est mis sous le commandement du marquis del Vasto. Le passage du convoi vers Zutphen est fixé au 22 septembre, mais les assiégeants en sont informés grâce à l'interception d'un messager.

## La bataille
Dudley met en place une embuscade près du lieudit Warnsveld, situé à un kilomètre à l'est de Zutphen, avec pour officiers Robert Devereux, comte d'Essex, Peregrine Bertie, baron Willoughby, Sir John Norreys, Sir William Stanley, Sir Philip Sidney, Georges Tuchet, baron Audley, William Russell.
Le matin du 22 septembre 1586, le convoi arrive à cet endroit à un moment où règne le brouillard. L'avant-garde de l'escorte est commandée par le marquis del Vasto.
L'avant-garde anglaise (Stanley et Tuchet) attaque l'avant-garde espagnole qui est ébranlée, mais la suite de l'escorte (Pedro Manrique et Manuel de Vega, des tercios) se met en position défensive pour permettre la progression des chariots. Les piquiers de Stanley sont repoussés. La cavalerie de Devereux charge à trois reprises, sans succès.
Del Vasto lance alors une charge de cavalerie (escadrons italiens d'Appio Conti, Hannibal Gonzaga et Nicolo Cefis et escadron albanais de Georges Cressiac/Gjerg Cressia), au cours de laquelle il échappe de peu à la mort. Il se retire alors vers Zutphen, et rencontre une unité des troupes assiégées sorties de la ville sous le commandement de Jean Baptiste de Tassis.
Le combat s'est alors rapproché de Zutphen. Une charge lancée de leur propre chef par Gonzaga et Cressiac aboutit à la capture du second par Peregrine Bertie. Mais les Espagnols réussissent à rétablir leurs positions et les assaillants finissent par se retirer.

## Suites et conséquences

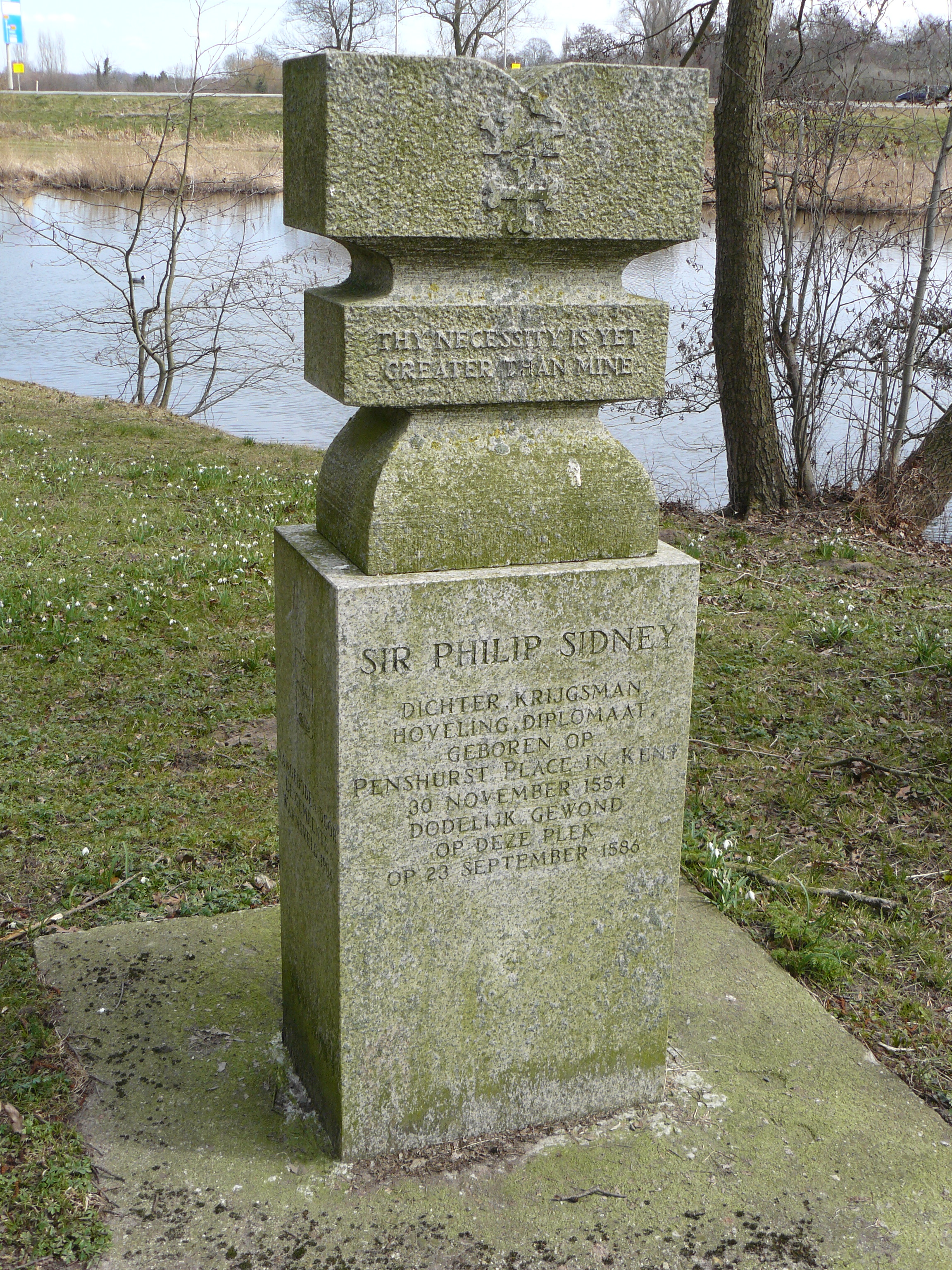
Monument pour Sir Philip Sidney à Zutphen.

### Pertes
Les pertes subies par les deux camps ne sont pas connues avec certitude, les témoignages étant discordants.
La postérité a retenu la mort de Philip Sidney, neveu de Robert Dudley, courtisan et poète : touché d'une balle dans la cuisse, il est transporté à Arnhem, mais meurt de la gangrène le 17 octobre suivant.

### La fin de la campagne 1586
Le 12 octobre, Alexandre Farnèse organise un nouveau convoi de ravitaillement pour la garnison de Zutphen. Il laisse le commandement de la place à Jean Baptiste de Tassis, Francisco Verdugo retournant en Frise. L'armée espagnole prend ensuite ses quartiers d'hiver, sans avoir cherché à pourchasser les Anglo-néerlandais.
Le siège de Zutphen se poursuit, se concentrant sur quelques positions extérieures qui sont prises, jusqu'à ce que les Anglo-néerlandais prennent à leur tour leurs quartiers d'hiver.

### La trahison de Stanley et York (1587) et la chute de Dudley aux Pays-Bas
Un officier de l'état-major de Dudley, Rowland York, reçoit le commandement de la redoute de Zutphen.
William Stanley est nommé gouverneur de Deventer. Né en 1548, Stanley présente la particularité d'être catholique et d'être venu combattre aux Pays-Bas de 1567 à 1570, comme volontaire au service du duc d'Albe, alors gouverneur général pour Philippe II. Par la suite, il sert dans l'armée anglaise, sans abandonner le catholicisme. Aussi sa nomination est très mal vue par les États généraux. Mais Dudley réaffirme sa totale confiance, qui n'est pourtant pas justifiée.
En 1587, en effet, Stanley et York passent dans le camp espagnol, qui récupère Deventer et la redoute de Zutphen. Les États généraux perdent toute confiance envers Dudley, qui est remplacé comme gouverneur général par le fils de Guillaume d'Orange, Maurice de Nassau.
Celui-ci va réussir à prendre la place de Zutphen après le siège de 1591.